# Prešeren-Preis

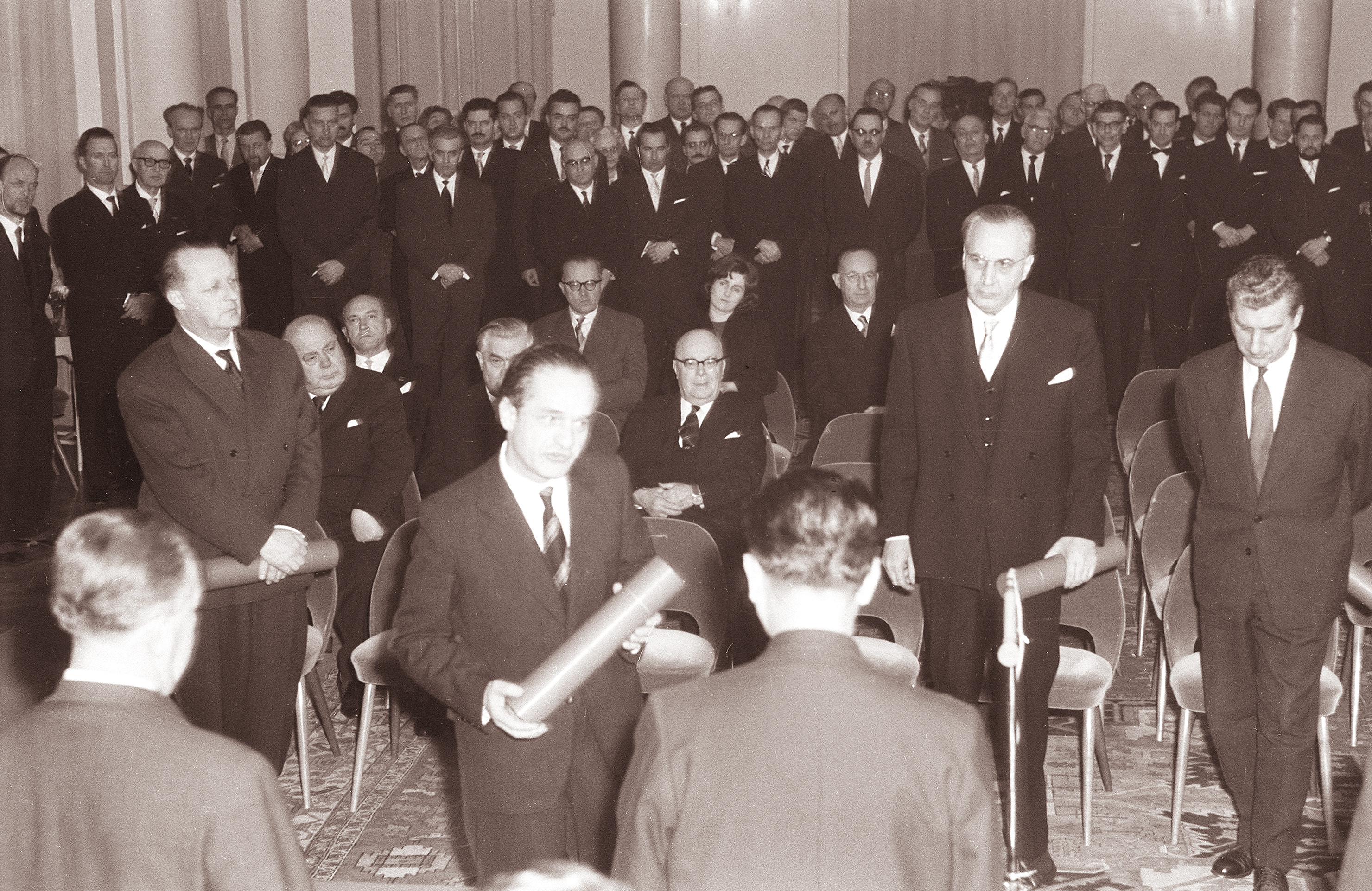
Verleihung des Prešeren-Preises, 1961

Der Prešeren-Preis (slowenisch: Prešernova nagrada; auch Großer Prešeren-Preis) und der Preis der Prešeren-Stiftung (slowenisch: Nagrada Prešernovega sklada) sind die höchsten Auszeichnungen, die der slowenische Staat für herausragende künstlerische Leistungen vergibt. Sie sind benannt nach dem slowenischen Dichter France Prešeren.

## Geschichte
Der Prešerenpreis, mit dem Leistungen im Rahmen eines Lebenswerks ausgezeichnet werden, kann nach heutiger Gesetzeslage nur einmal erhalten werden, wurde bis in die 1980er Jahre in Einzelfällen aber auch mehrfach verliehen; der Preis der Prešeren-Stiftung ist für künstlerische Leistungen im Lauf der letzten drei Jahre vorgesehen. Der Große Prešerenpreis wurde erstmals 1947 vergeben und 1955 per Gesetz nach dem slowenischen Dichter France Prešeren benannt, dessen Todestag am 8. Februar seit 1945 als slowenischer Kulturfeiertag (Prešernov dan, slovenski kulturni praznik) begangen wird. Bis 1961 wurde eine stark variierende Anzahl an Preisen an Akademiker, Wissenschaftler, Künstler, Persönlichkeiten und Organisatoren aus verschiedenen gesellschaftlichen Bereichen verliehen, aus dem Bereich der reproduzierenden Künste wurden auch Rollen in Dramen- und Opernaufführungen, Deklamationen, Dirigate usw. prämiert. Seit 1961 werden die Preise – der Große Prešerenpreis und der damals gegründete Preis der Prešeren-Stiftung – ausschließlich für künstlerische Leistungen vergeben. 1981 wurde die Zahl der Preise auf drei (Prešeren-Preis) bzw. zehn (Preis der Prešeren-Stiftung), 1991 auf zwei bzw. sechs begrenzt. Die zeremonielle Verleihung der Preise, die heute im Cankarjev dom stattfindet, stellt eine zentrale Feierlichkeit im Rahmen des slowenischen Kulturfeiertags dar.

## Über den Preis
Ausgeschrieben und vergeben wird der Preis vom Verwaltungsausschuss der Prešeren-Stiftung (Upravni odbor Prešernovega sklada), dessen fünfzehn Mitglieder vom slowenischen Parlament für vier Jahre bestellt werden. Der Verwaltungsausschuss nominiert seinerseits bis zu sechs Fachbeiräte für Literatur, Musik, darstellende und audiovisuelle Kunst, für Design und Architektur sowie für bildende und Medienkunst. Die Fachbeiräte sammeln die Vorschläge für die Nominierung, die bis zum Ende der Ausschreibungsfrist einlangen, und treffen aus ihnen und ihren eigenen Vorschlägen eine endgültige Auswahl für die Nominierung, die dem Verwaltungsausschuss zur Entscheidung vorgelegt wird. Die Preise sind im Verhältnis 3:1 dotiert, 2017 belief sich das Preisgeld auf 20.000 bzw. jeweils 7.000 Euro. In Einzelfällen wurde der Preis nicht angenommen.

## Preisträger

#### Prešeren-Preis
1947
- Igo Gruden für die Gedichtbände V pregnanstvo [In die Verbannung] und Pesnikovo srce [Das Dichterherz]
- Matej Bor (Vladimir Pavšič) für das Drama Raztrganci [Die Zerlumpten]
- Vitomil Zupan für das Drama Rojstvo v nevihti [Geboren im Sturm]
- Ivan Potrč für das Drama Kreflova kmetija [Der Krefl-Hof]
- Tone Seliškar für die Erzählung Tovariši [Genossen]

1948
- Karel Grabeljšek für den Erzählband Za svobodo in kruh [Für Freiheit und Brot]
- Anton Slodnjak für den Roman Pogine naj – pes [Soll der Hund verrecken]
- Bratko Kreft für die Umdichtung der Tragödie Tugomer von Josip Jurčič

1949
- Ciril Kosmač für das Drehbuch Na svoji zemlji [Auf eigenem Grund]
- Anton Ingolič für den Roman Pot po nasipu [Auf     der Schanze]
- France Bevk für die Jugenderzählung Tonček [Tonček]
- Vladimir Levstik für die Übersetzung von Nikolaj Gogol’s Taras Bulba und Charles de Costers Ulenspiegel und Lam Dobrin

1950
- Prežihov Voranc für den Erzählband Solzice (dt. Maiglöckchen. Aus dem Slowenischen von Klaus Detlef Olof. Klagenfurt/Celovec: Drava, Triest: Editoriale stampa Triestina 1985)
- Anton Sovre für die Übersetzung von Homers Ilias
- Mira Puc für das Drama Ogenj in pepel [Feuer und Asche]

1951
- Fran Saleški Finžgar für sein Lebenswerk
- Mile Klopčič für die Übersetzung der Gedichte Alexander Sergejewitsch Puškins

1952
- Juš Kozak für sein bisheriges literarisches Werk
- Vladimir Pavšič – Matej Bor für den Gedichtband Bršljan nad jezom [Efeu über dem Damm]

1954
- France Bevk für sein Lebenswerk

1955
- Ivan Potrč für den Roman Na kmetih [Auf dem Land]

1956
- Anton Sovre für die Übersetzung von Platons Trilogie Poslednji dnevi Sokrata [Die letzten Tage des Sokrates]
- Ferdo Kozak für das Buch Popotoval sem v domovino [Ich reiste in die Heimat]

1957
- Cene Vipotnik für den Gedichtband Drevo na samem [Der einsame Baum]

1958
- Alojz Kraigher für seine bedeutende schriftstellerische Arbeit
- Beno Zupančič für den Roman Sedmina (dt. Ein Gruß für Maria. Deutsch von Barbara Sparing. Berlin: Verlag Volk und Welt 1967)

1959
- Miško Kranjec für das Buch Mesec je doma na Bladovici [Der Mond wohnt in Bladovica]
- Danilo Lokar für den Novellenband Sodni dan na vasi [Gerichtstag auf dem Dorf]

1960
- Fran Albreht für sein literarisches Lebenswerk

1961
- Mile Klopčič für sein dichterisches und übersetzerisches Werk

1962
- Jože Udovič für den Gedichtband Ogledalo sanj [Traumspiegel]

1963
- Juš Kozak für sein Lebenswerk in der slowenischen Literatur

1964
- Edvard Kocbek für den Gedichtband Groza [Entsetzen]
- Miško Kranjec für den Roman Mladost v močvirju [Jugend im Sumpfland]

1967
- Božo Vodušek für den Gedichtband Izbrane pesmi [Ausgewählte Gedichte]

1968
- Janko Glazer für sein dichterisches, essayistisches und literaturwissenschaftliches Werk

1971
- Janko Lavrin für sein Lebenswerk in der Vermittlung slowenischer Literatur im Ausland

1973
- Lojze Kovačič für sein Erzählwerk Sporočila v spanju – Resničnost [Botschaften im Schlaf – Wirklichkeit]

1975
- Bratko Kreft für sein Lebenswerk im Bereich Literatur und Theater
- Frane Milčinski für sein Lebenswerk im Bereich Fernsehen, Film und Literatur

1976
- Miško Kranjec für sein Lebenswerk im Bereich Literatur
- Karel Grabeljšek für sein ausgewähltes dichterisches Werk

1977
- Lojze Krakar für den Gedichtband Nekje tam čisto na robu [Irgendwo ganz am Rand]

1978
- Anton Ingolič für sein zeithistorisches literarisches Zeugnis und für seine Kinder- und Jugendliteratur
- Kajetan Kovič für den Gedichtband Labrador (dt. Labrador. [Graz]: [Werkgruppe Graz], 1980)

1979
- Janez Menart für seine Gedichtbände und Übersetzungen (nicht angenommen)

1980
- Ciril Kosmač für sein schriftstellerisches Opus

1981
- Filip Kumbatovič Kalan für sein Lebenswerk in den Bereichen Belletristik, Essayistik und Theatrologie
- Dane Zajc für sein dichterisches und dramatisches Werk

1982
- Ciril Zlobec für den Gedichtband Glas [Die Stimme]

1983
- Mira Mihelič für ihr Lebenswerk

1984
- Tone Pavček für den Gedichtband Dediščina [Das Erbe]
- Vitomil Zupan für sein literarisches Werk

1985
- Ivan Minatti für seine gesammelte Lyrik in dem Band Prisluškujem tišini v sebi [Ich lausche der Stille in mir]

1986
- Dominik Smole für sein dramatisches Werk
- Gregor Strniša für sein dichterisches Gesamtwerk

1987
- Pavle Zidar für seine erzählenden Werke

1988
- Andrej Hieng für sein Prosa- und Dramenopus

1989
- Rudi Šeligo für seine Dramen- und Prosawerk

1990
- Dušan Jovanović für Dramen und Regiearbeiten der letzten Jahre

1991
- Marjan Rožanc für sein Lebenswerk

1992
- Boris Pahor für sein Lebenswerk

1993
- Drago Jančar für seine erzählenden, dramatischen und essayistischen Werke

1995
- Alojz Rebula für sein literarisches Opus

1996
- Veno Taufer für sein literarisches Opus

1997
- Niko Grafenauer für sein literarisches Opus

1998
- Saša Vuga für sein literarisches Opus, insbesondere für den Roman Opomin     k čuječnosti [Ermahnung zur     Wachsamkeit]

1999
- Tomaž Šalamun für sein dichterisches Opus

2000
- Svetlana Makarovič für ihr dichterisches Opus (Preis und Preisgeld nicht angenommen)

2002
- Milan Jesih für sein dichterisches Opus

2004
- Florjan Lipuš für sein literarisches Opus

2006
- Milan Dekleva für sein dichterisches und schriftstellerisches Lebenswerk

2008
- Janez Gradišnik für sein Lebenswerk in den Bereichen Literatur, literarische Übersetzungen, Schriftstellerei und Sprachwissenschaft

2011
- Miroslav Košuta für sein dichterisches Werk

2012
- Jože Snoj für sein Lebenswerk und sein reiches literarisches Opus

2013
- Zorko Simčič für sein Lebenswerk und sein reiches literarisches Opus

2014
- Vladimir Kavčič für sein Lebenswerk und sein reiches literarisches Opus

2015
- Andrej Brvar für sein dichterisches Lebenswerk

2016
- Tone Partljič für sein dichterisches und dramatisches Lebenswerk

2017
- Aleš Berger für sein Lebenswerk als Übersetzer

2018
- Boris A. Novak für sein Lebenswerk

2021
- Feri Lainšček für sein Lebenswerk

2022
- Kajetan Gantar für sein Lebenswerk[5]

#### Preis der Prešeren-Stiftung, Auswahl der Geehrten
1962
- Matej Bor für  den Roman Daljave [Fernen]

1963
- Lojze Krakar für den Gedichtband Cvet pelina [Wermutblüte]
- Pavle Zidar für das Erzählwerk Soha z oltarja domovine [Eine Statue vom Altar der Heimat]

1964
- Ivan Minatti für den Gedichtband Nekoga moraš imeti rad [Jemanden muss man lieben]
- Gregor Strniša für den Gedichtband Odisej [Odysseus]

1965
- Tone Pavček für den Gedichtband Ujeti ocean [Der gefangene Ozean]
- Smiljan Rozman für den Roman Druščina [Die Gemeinschaft]
- Ciril Zlobec für den Gedichtband Najina oaza [Unser beider Oase]

1966
- Ignac Koprivec für den Roman Pot ne pelje v dolino [Der Weg führt nicht ins Tal]

1967
- Andrej Hieng für den Roman Gozd in pečina [Wald und Felsen]
- Kajetan Kovič für den Gedichtband Ogenjvoda [Feuer-Wasser]
- Vasja Predan für den Band mit Kritiken und Essays Od premiere do premiere [Von Premiere zu Premiere]

1968
- Marjan Kolar für den Roman Išči poldan [Suche den Mittag]

1969
- Janez Gradišnik für die Übersetzung von James Joyce’ Ulysses
- Lojze Kovačič für den Roman Deček in smrt [Der Knabe und der Tod]
- Alojz Rebula für den Roman V Sibilinem vetru [Im Wind der Sibylle]

1970
- Tone Kuntner für den Gedichtband Lesnika [Der Holzapfel]
- Tone Svetina für den Roman Ukana [Der Trick]
- Rudi Šeligo für den Roman Triptih Agate Schwarzkobler [Das Agathe-Schwarzkobler-Triptychon]
- Dane Zajc für den Gedichtband Ubijavci kač [Die Schlangentöter]

1971
- Ela Peroci für den Band mit Kindergeschichten Na oni strani srebrne črte [Jenseits der silbernen Linie]

1972
- Peter Božič für den Roman Jaz sem ubil Anito [Ich war’s, der Anita getötet hat]
- France Forstnerič für die Dichtung Pijani Kurent [Der betrunkene Kurent]
- Kajetan Gantar für die Übersetzung der Komödien des Plautus
- Peter Levec für den Gedichtband Brezkončni marec [Endloser März]
- Jože Snoj für den Roman Negativ Gojka Mrča [Das Negativ des Gojko Mrč]

1973
- Primož Kozak für den Reisebericht Peter Klepec v Ameriki [Peter Klepec in Amerika]
- Tomaž Šalamun für den Gedichtband Bela Itaka [Das weiße Itaka]

1974
- Veno Taufer für den Gedichtband Prigode [Begebenheiten]

1975
- Bogomil Fatur für den Gedichtband Minuta tišine [Minute der Stille]
- Florjan Lipuš für den Prosaband Zgodbe o čuših [Tschuschengeschichten]

1976
- Jože Javoršek für das Stück Dežela gasilcev [Land der Feuerwehrmänner]
- Svetlana Makarovič für den Gedichtband Pelin žena [Wermut der Frauen]

1977
- Vlado Habjan für den Roman Trotamora [Der Fünfstern]
- Valentin Polanšek für sein lyrisches Werk der letzten Jahre
- Radojka Vrančič für die Übersetzung von Marcel Prousts A l' ombre des jeunes filles en fleurs

1978
- Vladimir Kavčič für den Roman Pustota [Die Ödnis]
- Miroslav Košuta für den Gedichtband Pričevanje [Das Zeugnis]
- Janko Messner für seine literarische Zeugenschaft als Kärntner Slowene

1979
- Ervin Fritz für den Gedichtband Okruški sveta [Bruchstücke der Welt]
- Drago Jančar für den Novellenband O bledem hudodelcu [Von dem bleichen Übeltäter] und den Roman Galjot (dt. Der Galeot. Aus dem Slowenischen von Klaus Detlef Olof. Klagenfurt/Celovec, Salzburg: Wieser 1991)
- Saša Vuga für den Roman Erazem Predjamski [Erasmus von Lueg]

1980
- Niko Grafenauer für den Gedichtband Pesmi [Gedichte]
- Tone Partljič für seine satirischen Komödien
- Marjan Rožanc für den Roman Ljubezen (dt. Liebe. Aus dem Slowenischen von Metka Wakounig. Klagenfurt/Celovec: Drava, Hermagoras/Mohorjeva, Wieser 2013)

1981
- Andrej Inkret für die Sammlung von Buchbesprechungen Spomini na branje [Erinnerte Lektüren] und Novi spomini na branje [Neue erinnerte Lektüren]
- Marko Kravos für den Gedichtband Tretje oko [Das dritte Auge]

1982
- Branko Gradišnik für die Erzählung Zemlja-zemlja-zemlja [Erde – Erde – Erde]

1983
- Andrej Kokot für den Gedichtband Kaplje žgoče zavesti [Tropfen brennenden Gewissens]
- Branko Madžarevič für die Übersetzung Francois Rabelais’ Gargantua und Pantagruel

1984
- Boris A. Novak für den Gedichtband 1001 stih [1001 Vers]

1985
- Gustav Januš für den Gedichtband Pesmi (dt. Gedichte. Aus dem Slowenischen von Peter Handke. Frankfurt a. M.: Suhrkamp 1983).
- Taras Kermauner für den Essaband Sreča in gnus [Glück und Ekel] (nicht angenommen)

1986
- Milan Jesih für den Gedichtband Usta [Der Mund] und für dramatische Werke
- Renato Quaglia für den Gedichtband Baside

1987
- Aleš Berger für die Übersetzung Lautréamont: Maldororjevih spevov [Les Chants de Maldoror]
- Alojz Ihan für den Gedichtband Srebrnik [Die Silbermünze]

1988
- Niko Košir für die Übersetzung Junaška pesem o Cidu  [Poema de mio Cid]
- Ivo Svetina für den Prosaband Peti rokopis [Das fünfte Manuskript]

1989
- Milan Dekleva für den Gedichtband Zapriseženi prah [Eingeschworener Staub]
- Maja Haderlap für den Gedichtband Bajalice (dt. Wünschelruten. Aus dem Slowenischen von Klaus Detlef Olof. In: Maja Haderlap: Gedichte Pesmi Poems. Klagenfurt/Celovec: Drava 1998, 69-133)

1990
- Aleš Debeljak für die Werke Slovar tišine [Wörterbuch der Stille] und Postmoderna sfinga [Die postmoderne Sphinx]
- Franček Rudolf für den Roman Odpiram mlin, zapiram mlin [Ich öffne die Mühle, ich schließe die Mühle]

1991
- Drago Bajt für seine Übersetzungen moderner russischer Literatur
- Andrej Brvar für den Gedichtband Pesnitve in pesmi [Dichtungen und Lieder]

1992
- Marjan Tomšič für die Romane Oštrigeca (dt. Oštrigeca. Eine magische Novelle aus Istrien. Aus dem Slowenischen von Hemma Schaar. Klagenfurt/Celovec, Wien: Hermagoras/Mohorjeva 1995) und Kažuni [Kažuni].

1993
- Evald Flisar für den Roman Popotnik v kraljestvu senc [Wanderer im Reich der Schatten] und die Stücke Kaj pa Leonardo? [Und was ist mit Leonardo?] und Jutri bo lepše [Morgen wird’s schöner]
- Zorko Simčič für den Roman Človek na obeh straneh stene [Der Mensch auf beiden Seiten der Wand]

1995
- Mate Dolenc für den Prosaband Rum in šah [Rum und Schach] und den Roman Pes z Atlantide [Der Hund aus Atlantida]
- Feri Lainšček für sein literarisches Werk der letzten Jahre

1996
- Uroš Zupan für den Gedichtband Odpiranje delte [Die Öffnung des Deltas]
- Vlado Žabot für den Roman Pastorala [Pastorale]

1997
- Maja Novak für den Roman Cimre [Zimmerkolleginnen] und den Kurzprosaband Zverjad [Raubtiere]

1998
- Uroš Kalčič für den Roman Numeri [Nummern]

1999
- Jani Virk für den Prosaband Pogled na Tycho Brahe [Blick auf Tycho Brahe]

2000
- Vinko Möderndorfer für den Prosaband Nekatere ljubezni  [Einige Lieben]

2001
- Peter Semolič für den Gedichtband Krogi na vodi [Kreise auf dem Wasser]

2002
- Andrej Blatnik für den Kurzprosaband Zakon želje (dt.: Das Gesetz der Leere. Aus dem Slowenischen von Klaus Detlef Olof. Wien: Folio 2001)

2003
- Andrej Medved für den Gedichtband Hiperion [Hyperion]

2004
- Iztok Geister für die Erzählung Pospala poželenja [Eingeschlafene Begierden]

2005
- Milan Vincetič für den Gedichtband Lakmus [Lackmus]
- Edward Clug für die Choreografie zu Lacrimas [Tränen]

2006
- Milan Kleč für den Kurzprosaband Srčno dober človek in zvest prijatelj [Ein herzensguter Mensch und treuer Freund]
- Maja Vidmar für den Gedichtband Prisotnost [Anwesenheit]

2007
- Suzana Tratnik für den Kurzprosaband Vzporednice (dt. Farbfernsehen und sterben. Aus dem Slowenischen von Andrej Leben. Wien: Zaglossus 2011)

2008
- Primož Čučnik für den Gedichtband Delo in dom [Arbeit und Heim]

2009
- Goran Vojnović für den Roman Čefurji raus! (dt. Tschefuren raus! oder warum ich wieder mal zu Fuß bis in den zehnten Stock musste. Aus dem Slowenischen von Klaus Detlef Olof. Wien, Bozen: Folio 2021)

2010
- Miklavž Komelj für den Gedichtband Nenaslovljiva [Die Untitulierbare]
- Andrej Rozman Roza für die Theaterproduktion Najemnina ali We are the nation on the best location [Die Miete oder We are the nation on the best location], für die Sammlung von Rätselgedichten Uganke 100+1 [Rätsel 100+1] und für das Libretto der Pop-Rock-Oper Neron [Nero].

2011
- Emil Filipčič für den Roman Problemi [Probleme]

2012
- Andrej E. Skubic für den Roman Koliko si moja? (dt. Wie viel von dir gehört mir? Aus dem Slowenischen von Erwin Köstler. Klagenfurt/Celovec: Drava 2015)

2013
- Gorazd Kocijančič für den Gedichtband Primož Trubar zapušča Ljubljano [Primož Trubar verlässt Ljubljana]
- Marija Javoršek für die Übersetzung Pierre Corneille: Rimske politične tragedije     [Horace; Cinna, Pompée]

2014
- Vladimir Kos für die Gedichtbände Pesmi z japonskih otokov [Gedichte von den Inseln Japans] und Ob rahlo tresoči se tokijski harfi [Beim Klang der leicht bebenden Tokioter Harfe]

2015
- Marjan Strojan, Lyriker, Journalist, Übersetzer und langjähriger Redakteur der Radiosendung Gremo v kino [Gehen wir in ins Kino]

2016
- Cvetka Lipuš für den Gedichtband Kaj smo, ko smo (dt. Was wir sind, wenn wir sind. Aus dem Slowenischen von Klaus Detlef Olof. Klagenfurt/Celovec: Drava 2017)

2017
- Mojca Kumerdej für den Roman Kronosova žetev (dt. Chronos erntet. Aus dem Slowenischen von Erwin Köstler. Göttingen: Wallstein 2019)

2019
- Jure Jakob für den Gedichtband Lakota [Hunger]

2020
- Suzana Koncut für ihr übersetzerisches Schaffen der letzten drei Jahre

2021
- Brane Senegačnik für die Gedichtsammlung Pogovori z nikomer [Gespräche mit niemandem]

2022
- Anja Štefan für ihr Schaffen der letzten drei Jahre auf dem Gebiet der Kinderliteratur, insbesondere für die Märchensammlung Tristo zajcev [Dreihundert Hasen], den Gedichtband Imam zelene čeveljčke [Ich habe grüne Schuhe] und das Märchen Zajčkova hišica [Häschens Häuschen].

2023
- Dušan Jelinčič für den Roman Šepet nevidnega morja, dvanajst tablet svinca [Das Flüstern des unsichtbaren Meeres, zwölf Bleitabletten].